# Cristiane Justino
Cristiane Justino Venancio (* 9. Juli 1985 in Curitiba; Spitzname Cyborg) ist eine brasilianische Mixed-Martial-Arts-Kämpferin.
Justino war Handballerin und begann 2004 mit Muay Thai. Ihr erster MMA-Wettkampf war am Showfight 2 am 17. Mai 2005 in São Paulo, wo sie in der ersten Runde Erica Paes unterlag. Ihr nächster Kampf war am 20. November an der Veranstaltung Storm Samurai 9 in ihrer Heimatstadt Curitiba. Dort besiegte sie Vanessa Porto nach Punkten. Am 28. Januar 2006 fand die nächste Storm Samurai statt, an der ihr Chris Schroeder durch Technischen KO unterlag. An den im selben Jahr stattfindenden folgenden beiden Samurai-Storm-Events ging Justino aus den Kämpfen gegen Elaine Santiago und Marise Vitoria ebenfalls als Siegerin hervor.
Justino kämpfte eineinhalb Jahre lang nicht mehr, bevor sie am 26. Juli 2008 im kalifornischen Stockton bei einem Event des Veranstalters EliteXC auf Shayna Baszler traf. Sie gewann durch Technischen KO in der zweiten Runde. Ihr nächster Kampf, am 4. Oktober 2008, bei dem sie Yoko Takahashi nach Punkten besiegte, war eine der letzten von EliteXC durchgeführten Events. Darauf ging Justino zu Strikeforce, wo sie am Event Shamrock vs. Diaz am 11. April 2009 in der Maincard gegen Hitomi Akano durch TKO gewann. An der Strikeforce-Veranstaltung vom 15. August 2009 im HP Pavilion war ihr Aufeinandertreffen mit Gina Carano Hauptkampf des Abends. Justino besiegte Carano in der ersten Runde durch TKO und wurde dadurch der erste Women's Featherweight Champion der Strikeforce. Ihre erste Titelherausforderin war Marloes Coenen, gegen die sich Santos am 30. Januar 2010 verteidigen konnte. Auch ihr nächster Kampf im Juni gegen Jan Finney endete siegreich. Damit betrug ihre MMA-Bilanz zehn Siege und eine Niederlage.
Nach einem positiven Dopingtest auf Stanozolol wurde sie 2012 für ein Jahr gesperrt.
Cristiane Justino war mit Evangelista Santos verheiratet. Seit 2012 ist das Paar geschieden.

## MMA-Statistik
| Ergebnis   | Profi-Rekord | Gegner                               | Datum              | Veranstaltung                             | Methode                                            | Runde | Zeit |
| ---------- | ------------ | ------------------------------------ | ------------------ | ----------------------------------------- | -------------------------------------------------- | ----- | ---- |
| Niederlage | 0-1          | Erica Paes                           | 17. Mai 2005       | SF – Show Fight 2                         | Aufgabe (Kneebar)                                  | 1     | 1:46 |
| Sieg       | 1-1          | Vanessa Porto                        | 20. November 2005  | SS – Storm Samurai 9                      | Punktentscheidung (einstimmig)                     | 3     | 5:00 |
| Sieg       | 2-1          | Chris Schroeder                      | 28. Januar 2006    | SS – Storm Samurai 10                     | TKO (Schläge)                                      | 1     | 0:00 |
| Sieg       | 3-1          | Elaine Santiago de Lima              | 21. Mai 2006       | SS – Storm Samurai 11                     | TKO (Aufgabe des Teams)                            | 1     | 2:46 |
| Sieg       | 4-1          | Marise Vitoria                       | 25. November 2006  | SS – Storm Samurai 12                     | TKO (Tritte)                                       | 1     | 1:27 |
| Sieg       | 5-1          | Shayna Baszler                       | 26. Juli 2008      | EliteXC – Unfinished Business             | TKO (Schläge)                                      | 2     | 2:48 |
| Sieg       | 6-1          | Yoko Takahashi                       | 4. Oktober 2008    | EliteXC – Heat                            | Punktentscheidung (einstimmig)                     | 3     | 3:00 |
| Sieg       | 7-1          | „Girlfight Monster“ Hitomi Akano     | 11. April 2009     | Strikeforce – Shamrock vs. Diaz           | TKO (Schläge)                                      | 1     | 0:35 |
| Sieg       | 8-1          | Gina „Conviction“ Carano             | 15. August 2009    | Strikeforce – Carano vs. Cyborg           | TKO (Schläge)                                      | 1     | 4:59 |
| Sieg       | 9-1          | Marloes „Rumina“ Coenen              | 30. Januar 2010    | Strikeforce – Miami                       | TKO (Schläge)                                      | 3     | 3:40 |
| Sieg       | 10-1         | Jan „Cuddles“ Finney                 | 26. Juni 2010      | Strikeforce/M-1 Global – Fedor vs. Werdum | TKO (Knie gegen Körper)                            | 2     | 2:56 |
| No Contest | 10-1-1       | Hiroko Yamanaka                      | 17. Dezember 2011  | Strikeforce – Melendez vs. Masvidal       | Umkehrung der Entscheidung durch die Kommission *1 | 1     | 0:16 |
| Sieg       | 11-1-1       | Fiona Muxlow                         | 5. April 2013      | Invicta FC 5 – Penne vs. Waterson         | TKO (Knie und Schläge)                             | 1     | 3:46 |
| Sieg       | 12-1-1       | Marloes „Rumina“ Coenen              | 13. Juli 2013      | Invicta FC 6 – Cyborg vs. Coenen          | TKO (Schläge und Ellbogen)                         | 4     | 4:02 |
| Sieg       | 13-1-1       | Charmaine „Not so sweet“ Tweet       | 27. Februar 2015   | Invicta FC 11 – Cyborg vs. Tweet          | TKO (Schläge)                                      | 1     | 0:46 |
| Sieg       | 14-1-1       | „The Immortal“ Faith van Duin        | 9. Juli 2015       | Invicta FC 13 – Cyborg vs. van Duin       | TKO (Knie gegen Körper & Schläge)                  | 1     | 0:45 |
| Sieg       | 15-1-1       | Daria Ibragimova                     | 16. Januar 2016    | Invicta FC 15 – Cyborg vs. Ibragimova     | KO (Schläge)                                       | 1     | 4:58 |
| Sieg       | 16-1-1       | „The Peacemaker“ Leslie Smith        | 16. Juni 2016      | UFC 198 – Werdum vs. Miocic               | TKO (Schläge)                                      | 1     | 1:21 |
| Sieg       | 17-1-1       | „The Elbow Queen“ Lina Lansberg      | 24. September 2016 | UFC Fight Night 95 – Cyborg vs. Lansberg  | TKO (Schläge)                                      | 2     | 2:29 |
| Sieg       | 18-1-1       | Tonya „Triple Threat“ Evinger        | 29. Juli 2017      | UFC 214 – Cormier vs. Jones 2             | TKO (Knie)                                         | 2     | 2:29 |
| Sieg       | 19-1-1       | „The Preacher's Daughter“ Holly Holm | 29. Juli 2017      | UFC 219 – Cyborg vs. Holm                 | Punktentscheidung (einstimmig)                     | 5     | 5:00 |
| Sieg       | 20-1-1       | Yana „Foxy“ Kunitskaya               | 3. März 2018       | UFC 222 – Cyborg vs. Kunitskaya           | TKO (Schläge)                                      | 1     | 3:25 |
| Niederlage | 20-1-2       | Amanda Nunes                         | 29. Dezember 2018  | UFC 232 – Cyborg vs. Nunes                | KO (Schläge)                                       | 1     | 0:51 |
| Sieg       | 21-1-2       | Felicia Spencer                      | 27. Juli 2019      | UFC 240 – Holloway vs. Edgar              | Punktentscheidung (einstimmig)                     | 3     | 5:00 |

1) Justino gewann den Fight durch TKO. Nach dem Kampf wurde sie positiv auf unerlaubte Substanzen getestet, weswegen die Entscheidung auf No Contest geändert wurde. 